# Muzeum Górnictwa i Sportów Motorowych w Wałbrzychu
Muzeum Górnictwa i Sportów Motorowych – muzeum poświęcone górnictwu na terenie Wałbrzycha i okolic, oraz ze względów osobistych właściciela - kierowcy rajdowego Jerzego Mazura - sportom motorowym. Znajduje się na terenie dawnej kopalni węgla kamiennego „Teresa”.
Muzeum składa się z dwóch części. W murowanej wieży wyciągowej z 1864 roku, w którą w roku 1930 wmontowano szyb "Teresa" znajduje się część poświęcona górnictwu. Są tam m.in. sprzęt górniczy, narzędzia, mundury górnicze czy literatura.
W części drugiej zbudowanej w okolicy szybu zgromadzone są eksponaty związane z szeroko pojętymi sportami motorowymi. Zbiory obejmują kombinezony kierowców rajdowych (m.in. Hołowczyca, Bublewicza) oraz ich osobiste pamiątki, jednak największą powierzchnię zajmują samochody rajdowe.